# Volejbol'nyj klub Zenit-Kazan' 2017-2018
Questa voce raccoglie le informazioni riguardanti il Volejbol'nyj klub Zenit-Kazan' nelle competizioni ufficiali della stagione 2017-2018.

## Organigramma societario
Area direttiva
- Presidente: Rafkat Kantjukov

Area tecnica
- Allenatore: Vladimir Alekno
- Allenatore in seconda: Aleksandr Serebrennikov, Tomaso Totolo

## Rosa
| N° | Nome                   | Ruolo | Data di nascita   | Nazionalità sportiva |
| -- | ---------------------- | ----- | ----------------- | -------------------- |
| 1  | Matthew Anderson       | S     | 18 aprile 1987    | Stati Uniti          |
| 4  | Artëm Vol'vič          | C     | 22 gennaio 1990   | Russia               |
| 5  | Loran Alekno           | P     | 18 settembre 1996 | Russia               |
| 6  | Igor Yudin             | S/O   | 17 giugno 1987    | Australia            |
| 7  | Maksim Pantelejmonenko | S     | 1º settembre 1981 | Russia               |
| 8  | Nikita Alekseev        | S/O   | 17 luglio 1992    | Russia               |
| 9  | Wilfredo León          | S     | 31 luglio 1993    | Polonia              |
| 10 | Aleksej Kononov        | C     | 9 aprile 1997     | Russia               |
| 11 | Valentine Krotkov      | L     | 1º settembre 1991 | Russia               |
| 12 | Aleksandr But'ko       | P     | 18 marzo 1986     | Russia               |
| 13 | Aleksej Samojlenko     | C     | 23 giugno 1985    | Russia               |
| 14 | Aleksandr Gucaljuk     | C     | 15 gennaio 1988   | Russia               |
| 16 | Aleksej Verbov         | L     | 31 gennaio 1982   | Russia               |
| 17 | Vladislav Babičev      | L     | 18 febbraio 1981  | Russia               |
| 18 | Maksim Michajlov       | S/O   | 19 marzo 1988     | Russia               |
| -  | Arsenij Sarlybaev      | S/O   | 18 gennaio 1991   | Russia               |
| -  | Andrej Surmačevskij    | S     | 22 giugno 1996    | Russia               |